# Plenty River
La Plenty River ou rivière Plenty est un affluent pérenne du fleuve Yarra, dans l'État de  Victoria, en Australie. 

## Description
Originaire des pentes boisées du mont Deception, la rivière Plenty est la principale source d'approvisionnement en eau de Melbourne avec le lac Yan Yean.
La rivière traverse notamment la localité de Greensborough, peu avant de se jeter dans le fleuve Yarra, près de Rosanna (en). 
Le sentier de randonnée de la Plenty River longe les rives du cours inférieur de la rivière.